# Evidaturus exilis
Evidaturus exilis är en kvalsterart som beskrevs av Cook 1983. Evidaturus exilis ingår i släktet Evidaturus och familjen Aturidae. Inga underarter finns listade i Catalogue of Life.